# 松桂
松桂，字香林，號靜泉，满洲镶蓝旗人，清朝政治人物、繙譯進士。
嘉慶十九年，登繙譯進士，后累升至戶部緞疋庫員外郎。道光十年，任湖廣道監察御史、掌雲南道監察御史。咸豐五年，任太常寺少卿，后任內閣侍讀學士、陵寢贊讀。